# Albert Jenicot
Jules Aristide Jenicot, detto Albert (Lilla, 15 febbraio 1885 – Vacherauville, 22 febbraio 1916), è stato un calciatore francese, di ruolo attaccante.

## Carriera

### Nazionale
Venne convocato dalla Nazionale francese B che partecipò ai Giochi olimpici del 1908, disputò l'unica partita giocata dalla sua Nazionale in quell'edizione.